# HMS Hereward (H93)
«Геревард» (H93) (англ. HMS Hereward (H93) — військовий корабель, ескадрений міноносець типу «H» Королівського військово-морського флоту Великої Британії за часів Другої світової війни.
«Геревард» був закладений 28 лютого 1935 на верфі компанії Vickers-Armstrongs, в місті Ньюкасл-апон-Тайн. 9 грудня 1936 увійшов до складу Королівських ВМС Великої Британії.